# Aealo
Albums de Rotting Christ
Theogonia
Aealo est le dixième album du groupe grec de black metal Rotting Christ. Il a été enregistré entre juillet et octobre 2009 aux studios Lunatach situés à Katerini, en Grèce. Le titre du CD signifie "catastrophe" en Grec.

## L'album
De par le titre, la musique de Rotting Christ est résolument guerrière. La pochette de l'album représente le portrait d'un guerrier portant son casque, les traits tendus, les yeux noirs. Le groupe maintient une tension dramatique tout au long de l'album. Dans le même temps, le travail gagne en sophistication et en orchestration. La production est de plus en plus précise, ce qui offre finalement un CD homogène aux compositions maîtrisées.
La formation n'a pas changé depuis le dernier album et le groupe semble continuer le travail qui avait été entrepris avec Theogonia. En effet, le folklore grec est encore plus présent dans cet opus et pour revendiquer leurs racines ainsi que leur culture, le groupe a décidé de faire appel à des musiciens extérieurs.
C'est donc résolument un album d'ouverture qui est proposé et il devient difficile de lui donner un style musical strict. Cette volonté d'intégrer des éléments musicaux exotiques vient du fait que le groupe traverse une période artistique influencée par l'histoire antique, ce qui les inciter à créer une musique aux sonorités plus "ethniques".
L'ouverture est marquée par l'invitation de l'immense artiste Diamanda Galàs qui chante sur la chanson Orders from the Dead. Le groupe a aussi invité un chœur grec traditionnel — les Pléiades — et les membres du groupe Daemonia Nymphe. Des musiciens grecs jouant du métal ont aussi été invités.
La chanson Nekron Iahes, qui est interprétée par les Pléiades, est inspirée de la chanson traditionnelle grecque Mor Deropolitissa. 

## Composition du groupe
- Sakis Tolis - Chants, Guitare, Clavier
- George Bokos - Guitare
- Andreas Lagios - Basse
- Themis Tolis - Batterie

## Liste des chansons
| 1.    | Aealo                |                | 3:40  |
| 2.    | Eon Aeanos           |                | 3:57  |
| 3.    | Demonon Vrosis       |                | 4:56  |
| 4.    | Noctis Era           |                | 4:49  |
| 5.    | Dub-sag-ta-ke        |                | 2:57  |
| 6.    | Fire Death and Fear  |                | 4:34  |
| 7.    | Nekron Iahes ...     |                | 1:08  |
| 8.    | ...Pir Threontai     |                | 4:48  |
| 9.    | Thou Art Lord        |                | 04:51 |
| 10.   | Santa Muerte         |                | 5:28  |
| 11.   | Orders from the Dead | Diamanda Galas | 8:57  |
| 50:05 |                      |                |       |

## Apparitions
De nombreux artistes ont collaboré à l'album :
- Diamanda Galas chante sur la chanson Orders from the Dead
- Alan A. Nametheanga du groupe Primordial chante sur la chanson Thou Art Lord
- Magus Wampyr Daoloth du groupe Necromantia sur la chanson ...Pir Threontai
- Stavros du groupe Dirty Grandy Tales sur les chansons Thou Art Lord et Fire Death and Fear
- Les chœurs sont chantés par :
  - Spiros et Efi du groupe Daemonia Nymphe sur la chanson Demonon Vrosis
  - Stela Grigovic, Vassoula Delli, Ioulia Routziou et Georgia Tenta du groupe Pléiades sur les chansons Aealo, dug-sag-ta-ke, Fire Death and Fear, Santa Muerte et Orders from the Dead
  - Androniki sur la chanson Santa Muerte
  - Akis-tzampouna sur la chanson Eon Aeanos